# Acide hydroxypyruvique
L’acide hydroxypyruvique est un composé organique de formule chimique HOH2C–CO–COOH. C'est un dérivé de l'acide pyruvique qu'on trouve par exemple dans le métabolisme végétal associé à la photorespiration.